# 拉斯馬塔斯德法爾凡
拉斯馬塔斯德法爾凡（西班牙語：Las Matas de Farfán），是多明尼加共和國的城鎮，位於該國西部，由聖胡安省負責管轄，面積636.64平方公里，2012年人口70,586，人口密度每平方公里110人。
18°52′12″N 71°31′12″W / 18.87000°N 71.52000°W